# Cliffortia arborea
Cliffortia arborea är en rosväxtart som beskrevs av Hermann Wilhelm Rudolf Marloth. Cliffortia arborea ingår i släktet Cliffortia och familjen rosväxter. IUCN kategoriserar arten globalt som sårbar. Inga underarter finns listade i Catalogue of Life.